# Nesles-la-Montagne
Nesles-la-Montagne – miejscowość i gmina we Francji, w regionie Hauts-de-France, w departamencie Aisne.
Według danych na styczeń 2014 roku gminę zamieszkiwały 1264 osoby, a gęstość zaludnienia wynosiła 73,5 osób/km².